# Dorian Babunski
Dorian Babunski Hristovski (in macedone Дориан Бабунски Христовски?; Skopje, 29 agosto 1996) è un calciatore macedone, attaccante del Sepsi.

## Biografia
Anche suo fratello David è un calciatore. Suo padre Boban è stato invece sia calciatore che allenatore di calcio professionista.

## Carriera

### Club
Il 1º febbraio 2021 viene acquistato a titolo definitivo dalla squadra bulgara del Botev Vraca.

### Nazionale
Ha rappresentato le nazionali giovanili macedoni Under-17, Under-19 ed Under-21.
Il 2 giugno 2022 ha esordito con la nazionale maggiore macedone, giocando l'incontro pareggiato per 1-1 contro la Bulgaria, valido per la UEFA Nations League 2022-2023.

## Statistiche

### Presenze e reti nei club
Statistiche aggiornate al 2 giugno 2022.
| Stagione              | Squadra               | Campionato            | Campionato | Campionato | Coppe nazionali | Coppe nazionali | Coppe nazionali | Coppe continentali | Coppe continentali | Coppe continentali | Altre coppe | Altre coppe | Altre coppe | Totale | Totale |
| Stagione              | Squadra               | Comp                  | Pres       | Reti       | Comp            | Pres            | Reti            | Comp               | Pres               | Reti               | Comp        | Pres        | Reti        | Pres   | Reti   |
| --------------------- | --------------------- | --------------------- | ---------- | ---------- | --------------- | --------------- | --------------- | ------------------ | ------------------ | ------------------ | ----------- | ----------- | ----------- | ------ | ------ |
| 2015-2016             | Fuenlabrada           | SDB                   | 13         | 2          |                 | -               | -               |                    | -                  | -                  |             | -           | -           | 13     | 2      |
| 2016-feb. 2017        | Olimpia Lubiana       | 1.SNL                 | 1          | 0          | CS              | 0               | 0               |                    | -                  | -                  |             | -           | -           | 1      | 0      |
| feb.-giu. 2017        | Radomlje              | 1.SNL                 | 5          | 0          | CS              | -               | -               |                    | -                  | -                  |             | -           | -           | 5      | 0      |
| ago.-dic. 2017        | Kagoshima Utd         | J3                    | 1          | 0          | CG              | 0               | 0               |                    | -                  | -                  |             | -           | -           | 1      | 0      |
| 2018                  | Machida Zelvia        | J2                    | 24         | 4          | CG              | 1               | 0               |                    | -                  | -                  |             | -           | -           | 25     | 4      |
| 2019                  | Machida Zelvia        | J2                    | 19         | 0          | CG              | 0               | 0               |                    | -                  | -                  |             | -           | -           | 19     | 0      |
| 2020                  | Machida Zelvia        | J2                    | 12         | 0          | CG              | 0               | 0               |                    | -                  | -                  |             | -           | -           | 12     | 0      |
| Totale Machida Zelvia | Totale Machida Zelvia | Totale Machida Zelvia | 55         | 4          |                 | 1               | 0               |                    | -                  | -                  |             | -           | -           | 56     | 4      |
| feb.-giu. 2021        | Botev Vraca           | 1L                    | 16         | 3          | CB              | 2               | 0               |                    | -                  | -                  |             | -           | -           | 18     | 3      |
| 2021-gen. 2022        | Botev Vraca           | 1L                    | 18         | 10         | CB              | 0               | 0               |                    | -                  | -                  |             | -           | -           | 18     | 10     |
| Totale Botev Vraca    | Totale Botev Vraca    | Totale Botev Vraca    | 34         | 13         |                 | 2               | 0               |                    | -                  | -                  |             | -           | -           | 36     | 13     |
| gen.-giu. 2022        | Debrecen              | NB1                   | 16         | 4          | CU              | -               | -               |                    | -                  | -                  |             | -           | -           | 0      | 0      |
| Totale carriera       | Totale carriera       | Totale carriera       | 124        | 23         |                 | 3               | 0               |                    | -                  | -                  |             | -           | -           | 126    | 23     |

### Cronologia presenze e reti in nazionale
| Cronologia completa delle presenze e delle reti in nazionale ― Macedonia del Nord | Cronologia completa delle presenze e delle reti in nazionale ― Macedonia del Nord | Cronologia completa delle presenze e delle reti in nazionale ― Macedonia del Nord | Cronologia completa delle presenze e delle reti in nazionale ― Macedonia del Nord | Cronologia completa delle presenze e delle reti in nazionale ― Macedonia del Nord | Cronologia completa delle presenze e delle reti in nazionale ― Macedonia del Nord | Cronologia completa delle presenze e delle reti in nazionale ― Macedonia del Nord | Cronologia completa delle presenze e delle reti in nazionale ― Macedonia del Nord |
| Data                                                                              | Città                                                                             | In casa                                                                           | Risultato                                                                         | Ospiti                                                                            | Competizione                                                                      | Reti                                                                              | Note                                                                              |
| --------------------------------------------------------------------------------- | --------------------------------------------------------------------------------- | --------------------------------------------------------------------------------- | --------------------------------------------------------------------------------- | --------------------------------------------------------------------------------- | --------------------------------------------------------------------------------- | --------------------------------------------------------------------------------- | --------------------------------------------------------------------------------- |
| 2-6-2022                                                                          | Razgrad                                                                           | Bulgaria                                                                          | 1 – 1                                                                             | Macedonia del Nord                                                                | UEFA Nations League 2022-2023 - 1º turno                                          | -                                                                                 | 73’                                                                               |
| 5-6-2022                                                                          | Gibilterra                                                                        | Gibilterra                                                                        | 0 – 2                                                                             | Macedonia del Nord                                                                | UEFA Nations League 2022-2023 - 1º turno                                          | -                                                                                 | 57’                                                                               |
| 12-6-2022                                                                         | Skopje                                                                            | Macedonia del Nord                                                                | 4 – 0                                                                             | Gibilterra                                                                        | UEFA Nations League 2022-2023 - 1º turno                                          | -                                                                                 | 62’                                                                               |
| 26-9-2022                                                                         | Skopje                                                                            | Macedonia del Nord                                                                | 0 – 1                                                                             | Bulgaria                                                                          | UEFA Nations League 2022-2023 - 1º turno                                          | -                                                                                 | 85’                                                                               |
| 20-11-2022                                                                        | Skopje                                                                            | Macedonia del Nord                                                                | 1 – 3                                                                             | Azerbaigian                                                                       | Amichevole                                                                        | -                                                                                 | 76’                                                                               |
| 16-6-2023                                                                         | Skopje                                                                            | Macedonia del Nord                                                                | 2 – 3                                                                             | Ucraina                                                                           | Qual. Euro 2024                                                                   | -                                                                                 | 90+1’                                                                             |
| 19-6-2023                                                                         | Manchester                                                                        | Inghilterra                                                                       | 7 – 0                                                                             | Macedonia del Nord                                                                | Qual. Euro 2024                                                                   | -                                                                                 | 57’                                                                               |
| Totale                                                                            |                                                                                   | Presenze                                                                          | 7                                                                                 |                                                                                   | Reti                                                                              | 0                                                                                 |                                                                                   |